# Filamento galáctico
En cosmología física los filamentos, también llamados complejos de supercúmulos o grandes murallas, son estructuras largas y delgadas como hilos de las galaxias, mucho más que sus secciones transversales. Las murallas son mucho más amplias, pero más planas que los filamentos. Pueden abarcar 500 millones de Mpc de longitud. Los filamentos permanecen unidos por la gravedad de las galaxias; las partes en las que un gran número de galaxias están muy cerca se llaman supercúmulos.
El descubrimiento de estas estructuras más grandes que los supercúmulos se inició en la década de 1980. En 1987 el astrónomo R. Brent Tully del Instituto de Astronomía de la Universidad de Hawái identificó lo que llamó el Complejo de Supercúmulos Piscis-Cetus. En 1989, la Gran muralla de Coma fue descubierta, seguida por la Gran Muralla Sloan en 2003. Posteriormente, en 2013, fue descubierta la Gran Muralla de Hércules-Corona Boreal.
En 2006, los científicos anunciaron el descubrimiento de tres filamentos alineados que formaban la estructura más grande conocida por la humanidad, compuesta de galaxias densas y manchas enormes de gases conocidas como manchas Lyman alfa.

## Lista de ejemplos

### Filamentos
| Nombre                     | Fecha de descubrimiento | Distancia | Notas |
| -------------------------- | ----------------------- | --------- | --- |
| Filamento de Coma          |                         |           | Forma parte de la Gran muralla de Coma. El Supercúmulo de Coma forma parte de este filamento.                                                                                             |
| Filamento de Perseo-Pegaso | 1985                    |           | Conectado al Complejo de Supercúmulos Piscis-Cetus. El supercúmulo Perseo-Piscis es miembro del filamento.                                                                                |
| Filamento de la Osa Mayor  |                         |           | Conectado al CfA Homunculus, una porción de este filamento forma una parte de la una región de Homúnculo.                                                                                 |
| Filamento Lynx-Osa Mayor   | 1999                    |           | Conectado con el Supercúmulo Lynx-Osa Mayor |
| ClG J2143-4423             | 2004                    | z=2,38    | Filamento alrededor de un protocúmulo. Un filamento a lo largo de la Gran muralla de Coma. A partir de 2008, todavía era la estructura más grande más allá del corrimiento hacia el rojo. |

### Murallas
| Nombre                                 | Fecha de descubrimiento | Distancia | Notas |
| -------------------------------------- | ----------------------- | --------- | --- |
| Complejo de Supercúmulos Piscis-Cetus  | 1987                    |           | También llamado Muralla Local, puede considerarse también como un filamento. Fue una de las primeras de las estructuras verdaderamente enormes que se encuentran en un nivel por encima de los supercúmulos. Se trata de un filamento de galaxias que incluye el supercúmulo de Virgo, al que pertenece nuestra galaxia, la Vía Láctea. Mide más de 300 x 50 Mpc (alrededor de 1000 x 150 millones de años luz). |
| Gran muralla de Coma                   | 1989                    | z=0.03058 | Enorme estructura a lo largo de 185 Mpc, 80 Mpc de ancho y 5 Mpc de espesor (unos 600x260x15 millones de años luz). Se podría extender mucho más, pero el gas y polvo en la zona central de la Vía Láctea oscurece lo que se puede ver. Esta fue la primera súper-gran estructura a gran escala en el universo en ser descubierta. También es la segunda más grande. El CfA Homunculus está en el corazón de la Gran Muralla, y el Supercúmulo de Coma forma la mayor parte de la estructura del homúnculo. El Cúmulo de Coma está en el centro.          |
| Gran Muralla Sloan                     | 2005                    | z=0.07804 | Esta era la estructura más grande conocida en el universo descubierta hasta el hallazgo en 2013 de la Gran Muralla de Hércules-Corona Boreal. Se trata de una estructura de alrededor de 420 Mpc (casi 1400 millones de años luz) de largo y alrededor de 300 Mpc (cerca de 1000 millones de años luz) de distancia, aunque las estimaciones varían. Algunas partes no están unidas gravitacionalmente entre sí, por lo que de alguna manera realmente no se debería considerarla como una estructura única y cohesionada. No obstante, es impresionante. |
| Gran Muralla de Hércules-Corona Boreal | 2013                    |           | Es la estructura más grande y más masiva conocida en el universo descubierta hasta ahora. Tiene un impresionante tamaño aproximado de 3Gpc ( 1010 años luz - 10.000 millones de años luz) de longitud, y alrededor de 2,2 Gpc (alrededor de 7200 millones de años luz) de ancho, con una distancia de la Tierra estimada en 1010 años luz. Su imponente tamaño representa alrededor del 10% del diámetro del universo observable. |
| Muralla del Escultor                   |                         |           | El Muro de Sculptor es "paralelo" al Muro de Fornax y "perpendicular" al Muro de Grus. |
| Muralla de Grus                        |                         |           | El Muro de Grus es "perpendicular" al Muro de Fornax y al Muro de Sculptor. |
| Muralla de Fornax                      |                         |           | El cúmulo de Fornax pertenece a este muro galáctico. El Muro de Fornax es "paralelo" al Muro de Sculptor y "perpendicular" al Muro de Grus. |

### Filamentos y murallas conjeturadas

#### Muralla del Centauro
Conjetural, pero podría contener parte de la muralla de Fornax y el Supercúmulo de Centauro. También hay una sugerencia de que el Supercúmulo de Centauro y el supercúmulo Local o supercúmulo de Virgo podría ser parte de este muro, con lo cual se denominaría la Muralla Local o Gran Muralla Local.

#### Gran Atractor, o Muro de Norma
Otro objeto sugerido para representar el Gran Atractor. Éste incluiría el Cúmulo de Norma.

#### Otras
- Una muralla fue propuesta, en el año 2000, en una posición de z=1,47 en las cercanías de la galaxia de radio 0003 B3 387.[20]
- También en el año 2000 se propuso una muralla en la posición z=0,559, al norte del Campo Profundo del Hubble (HDF del Norte).[21][22]

## Formación de los filamentos y murallas de galaxias
El modelo estándar no puede dar cuenta de esas grandes estructuras. Se cree que la materia oscura dicta la estructura del Universo en la más grande de las escalas. La materia oscura atrae gravitacionalmente la materia bariónica, y es en esta materia normal en la que los astrónomos ven la formación de filamentos largos y delgados, y las paredes de súper-racimos galácticos.

## Mapa de las Murallas de galaxias cercanas

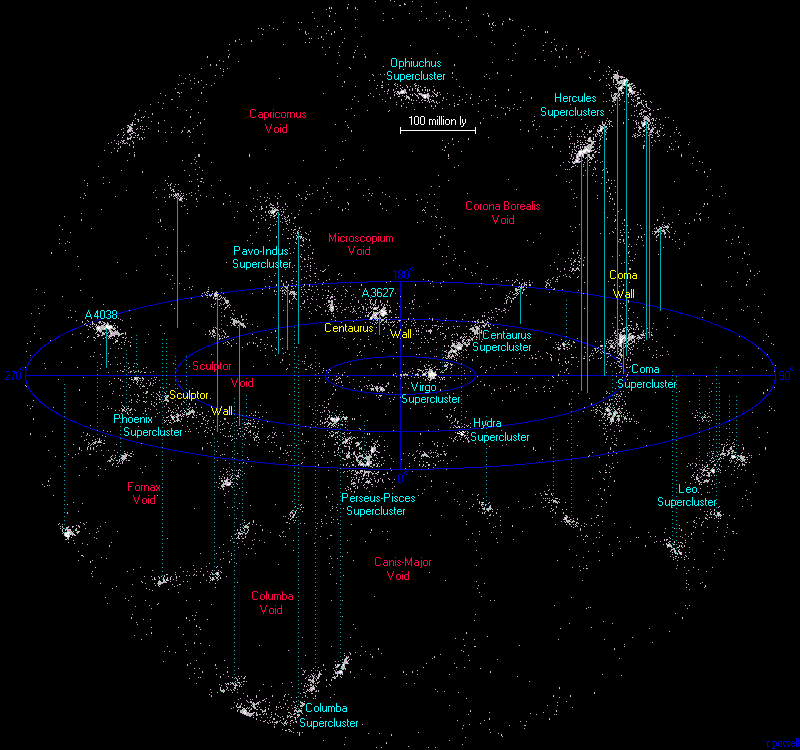
El Universo a menos de 500 millones de años luz, que muestra las paredes de galaxias más cercanas.

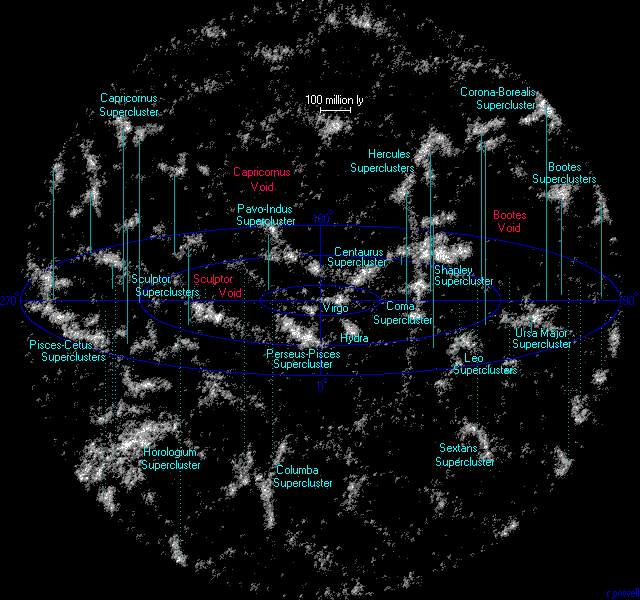
El universo dentro de una radio de 1 mil millones de años luz (307 Mpc) de la Tierra, mostrando el supercúmulo local y la formación de filamentos y vacíos.
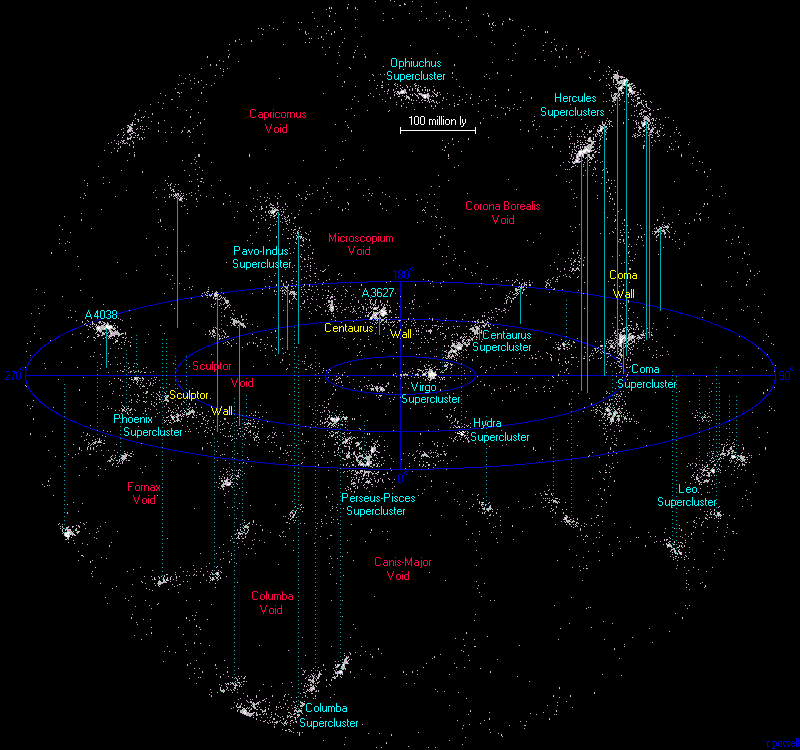
Mapa de las paredes más próximas, huecos y supercúmulos.
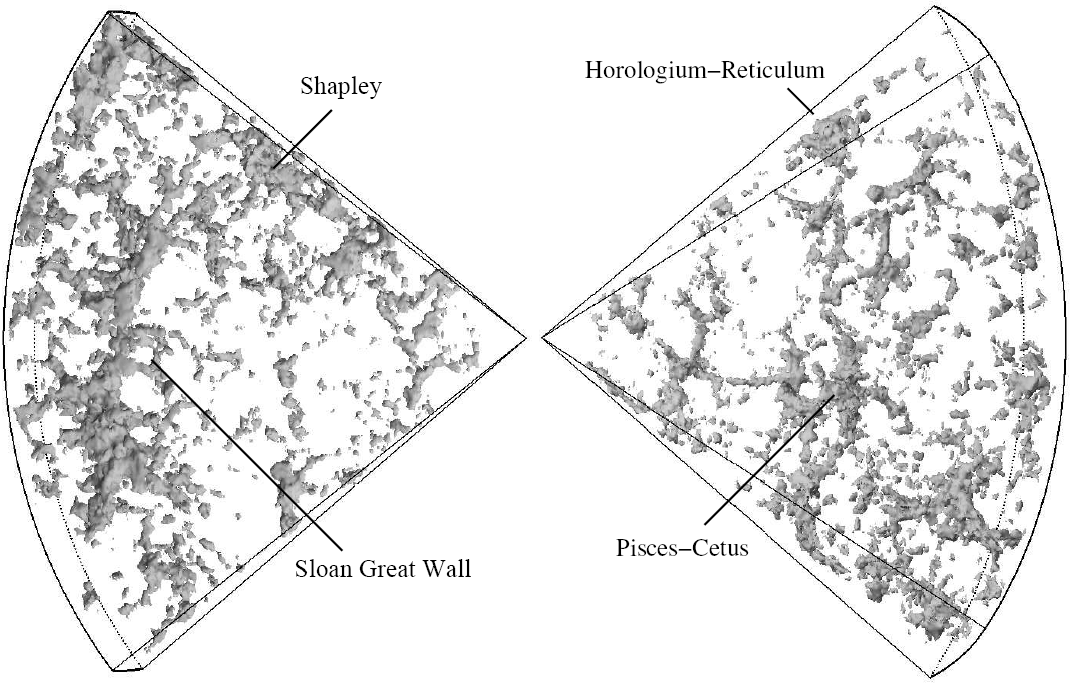
Mapa 2dF survey, conteniendo la Gran Muralla SDSS.
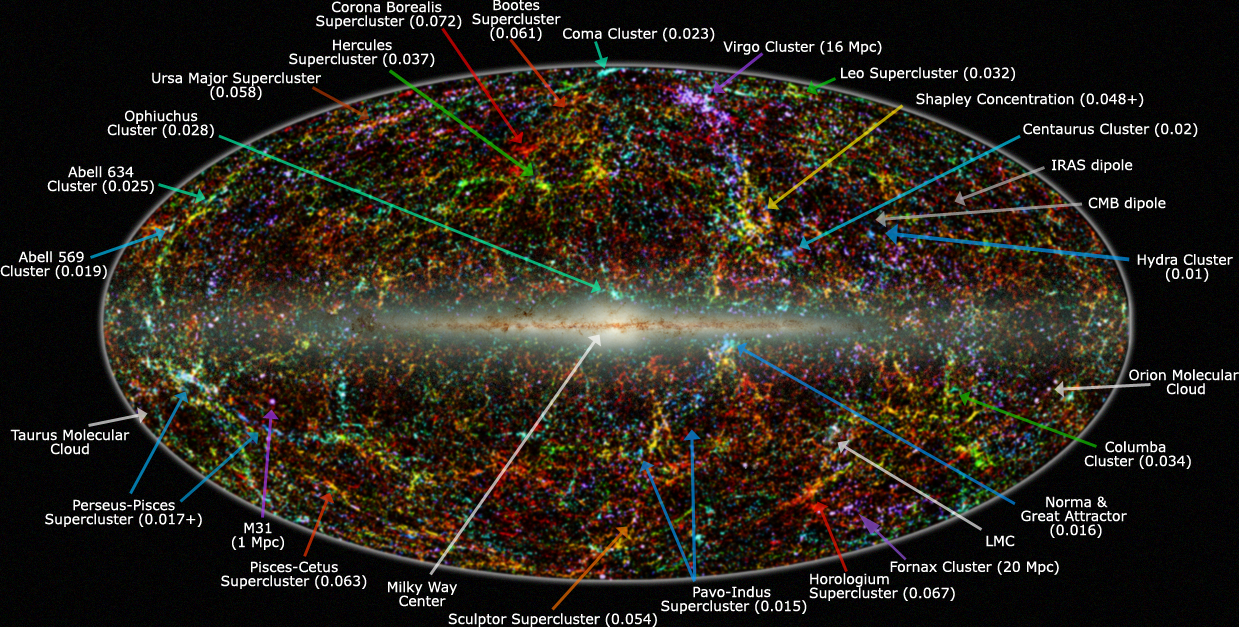
Mapa de infrarrojos de 2MASS XSC.